# Sezione di Archivio di Stato di Pescia
La Sezione di Archivio di Stato di Pescia è l'ufficio periferico del Ministero dei beni e delle attività culturali e del turismo che, a norma di legge, conserva la documentazione storica prodotta dagli uffici periferici dello Stato operanti a Pescia e per deposito volontario, custodia temporanea, donazione o acquisto ogni altro archivio o raccolta documentaria di importanza storica. È una sezione dell'Archivio di Stato di Pistoia e ha sede nella ex Casa del Littorio di Pescia.

## Storia

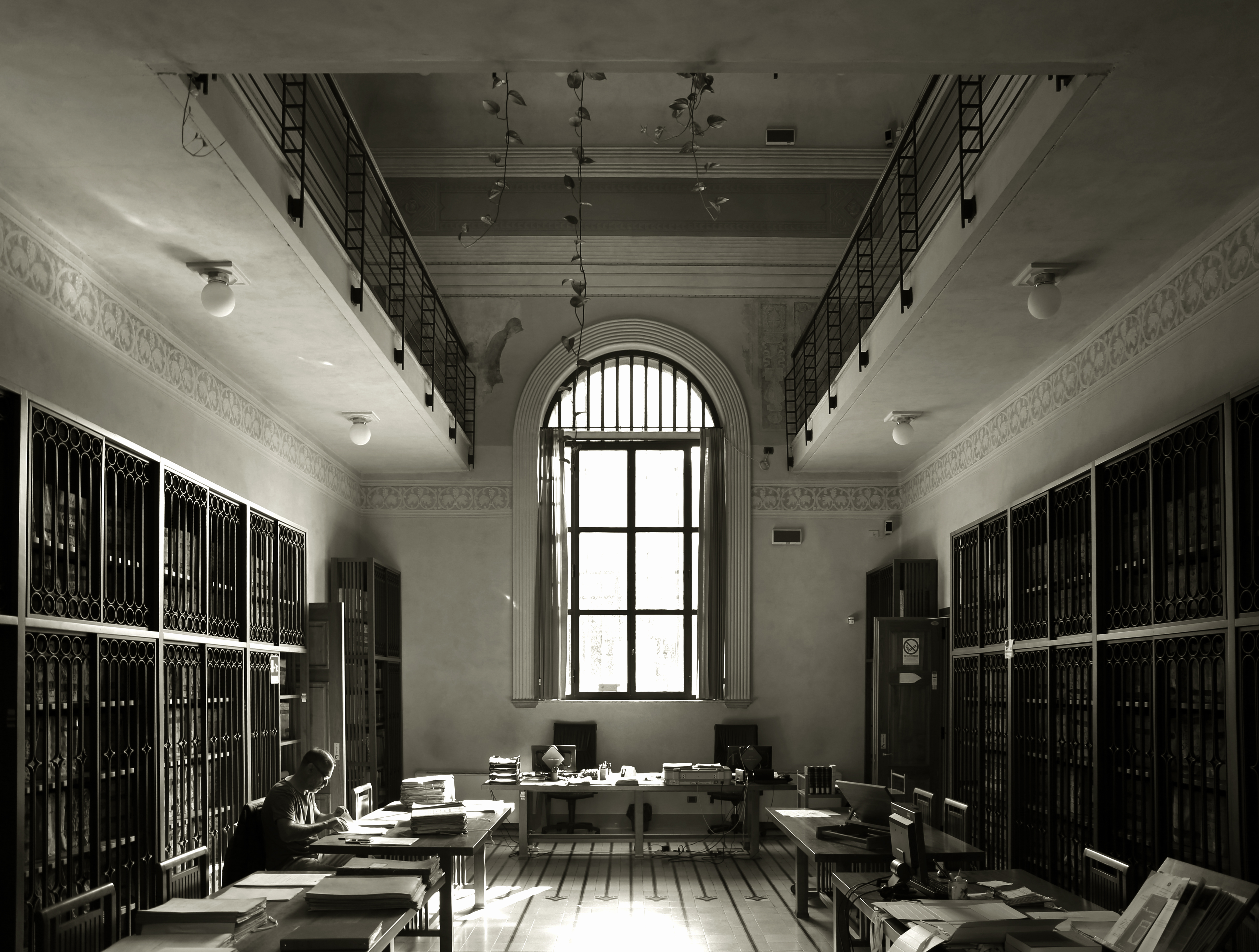
La sala di lettura

La sezione di Archivio di Stato di Pescia è stata istituita come sottosezione con d.m. 20 gennaio 1959 ed ha accolto inizialmente la documentazione dell'Archivio storico comunale e degli antichi archivi giudiziari per l'innanzi conservati dal Comune presso la Biblioteca civica. A questo primo nucleo si sono aggiunti gli archivi di altri enti ed uffici cittadini: importanti soprattutto l'archivio storico dell'Ospedale dei Santi Cosma e Damiano comprendente, oltre alle scritture proprie dell'ente, anche le carte delle corporazioni e compagnie religiose della Diocesi di Pescia, e l'archivio storico di Vellano, comune soppresso nel 1928 e aggregato a quello di Pescia.
Dopo diversi trasferimenti, nel 2000 l'istituto ha preso possesso della sede definitiva nella ex Casa del littorio di Pescia, oggi di proprietà del Ministero dei beni e delle attività culturali e del turismo, appositamente ristrutturata.

## Patrimonio

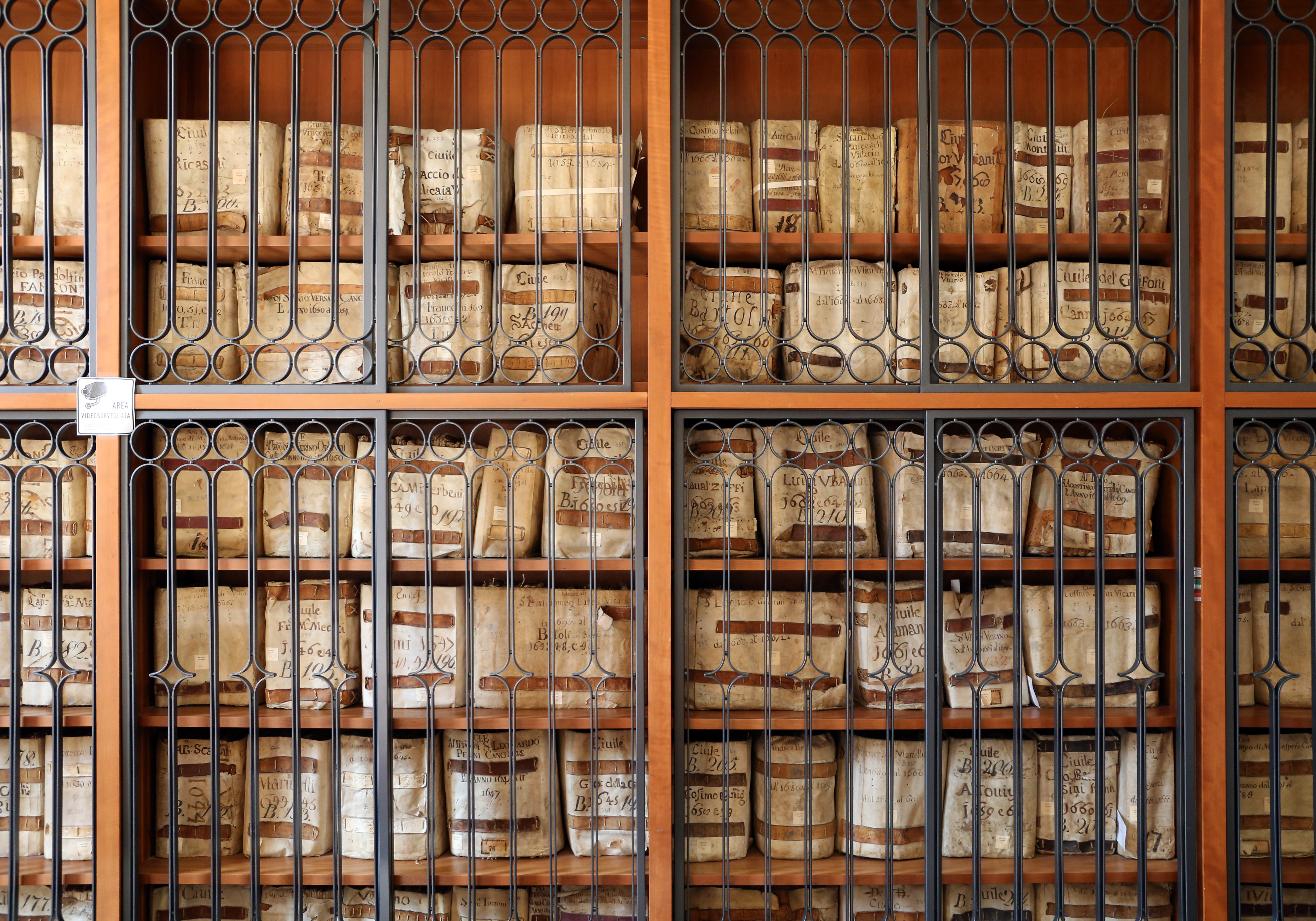
Gli scaffali coi faldoni

La maggior parte della documentazione conservata non è anteriore alla seconda metà del sec. XV, poiché molte serie dell'archivio comunitativo furono distrutte nel 1827.
I fondi di maggior rilievo sono l'archivio storico dell'Ospedale dei Santi Cosma e Damiano; le carte delle corporazioni e delle compagnie religiose della Diocesi di Pescia, soppresse dal granduca Pietro Leopoldo con l'editto del 21 mar. 1785; gli archivi delle podesterie, poi preture di Buggiano e Monsummano trasferite dall'Archivio di Stato di Pistoia; l'archivio storico di Vellano; il catasto fabbricati e il nuovo catasto terreni; particolarmente rilevante l'archivio dello storico ed economista ginevrino JeanCharles-Leonard Simonde de Sismondi (1753 - 1854).
Altra documentazione sulla città e sul suo territorio è presente in altri Archivi e principalmente all'Archivio di Stato di Firenze, nel quale si conservano, tra l'altro, numerose pergamene, atti di corporazioni religiose e statuti di Pescia  e di altri comuni del circondario, all'Archivio di Stato di Pistoia e all'Archivio di Stato di Lucca. Nell'Archivio di Stato di Pisa è conservato, fra l'altro, un consistente nucleo di carte relative a corporazioni religiose.